# 城堡广场 (杜塞尔多夫)

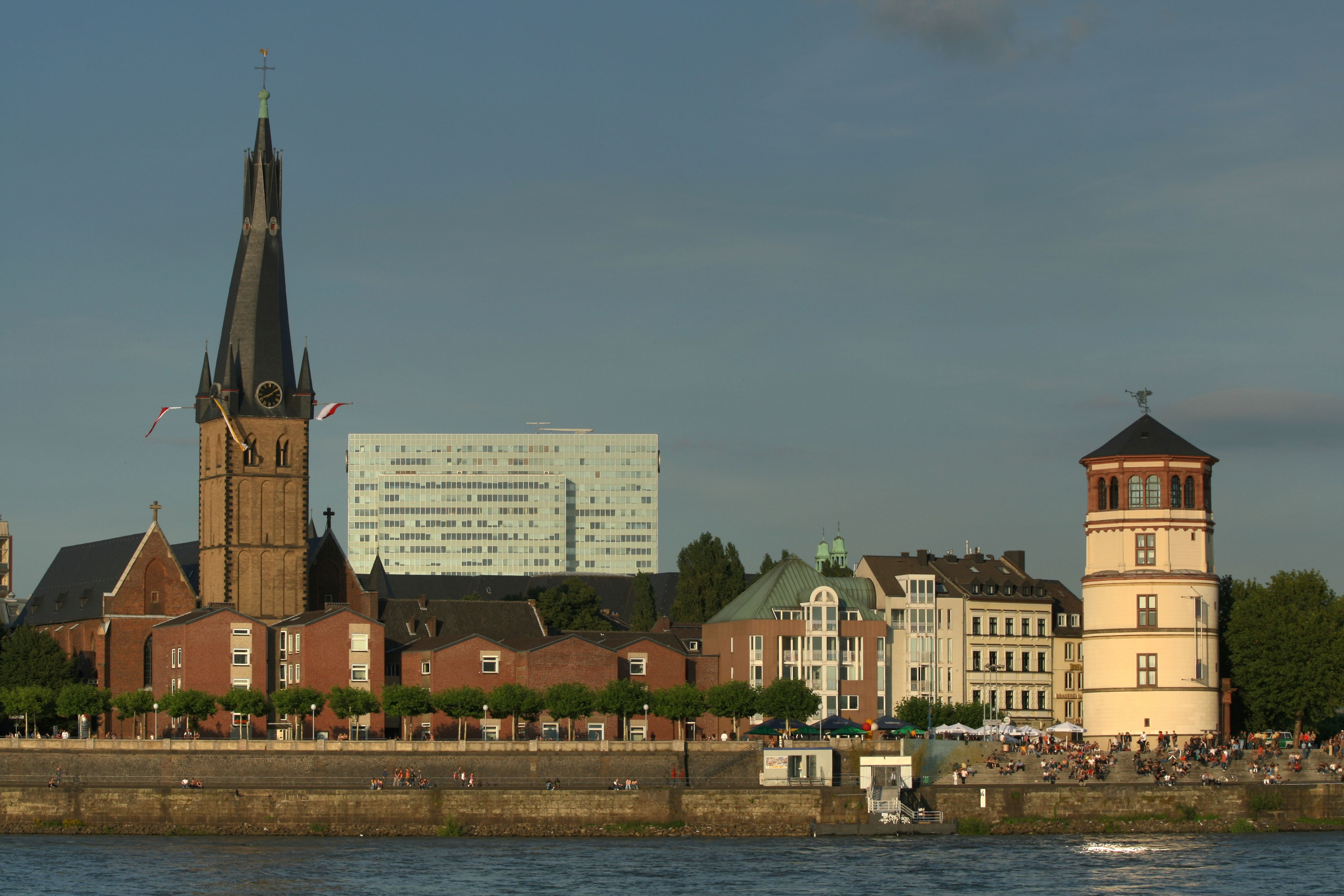
right城堡广场和城堡塔，左侧是圣郎培圣殿（St. Lambertus），背景是三片楼(Dreischeibenhaus)

城堡广场（Burgplatz）是德国杜塞尔多夫老城的一个广场，位于莱茵河畔，不规则形状，面积7000 m²广场得名于原来位于此处的杜塞尔多夫城堡。城堡已于1872年烧毁，遗迹也在1896年拆除。现在广场上的建筑包括城堡塔（Schlossturm）和市政厅（Rathaus），设有航海博物馆（Schifffahrtsmuseum），及 Radschlägerbrunnen 喷泉。1995年广场改建。

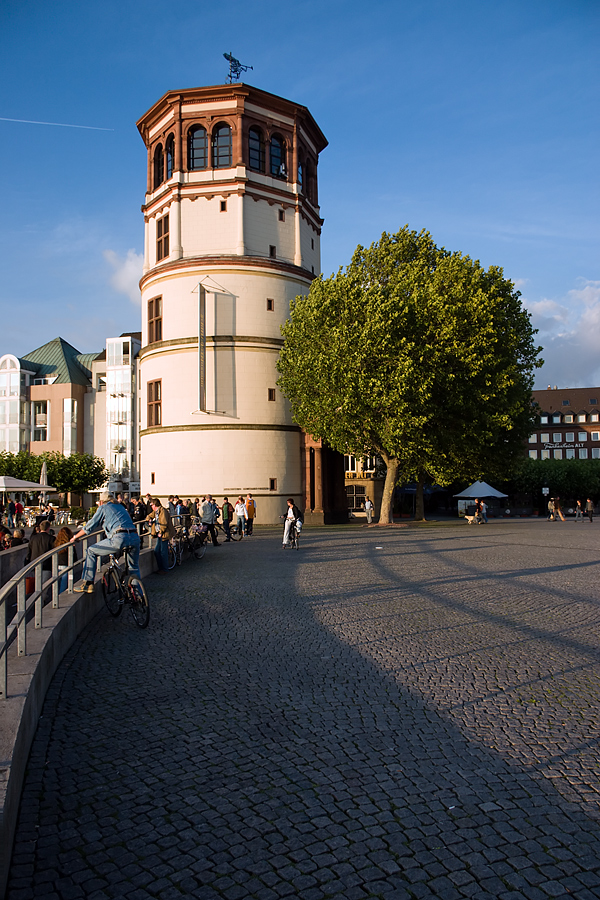